# Edifici d'habitatges a la rambla Nova, 27 (Igualada)
L'Edifici d'habitatges a la rambla Nova, 27 és una obra modernista d'Igualada (Anoia) protegida com a Bé Cultural d'Interès Local.

## Descripció
La façana presenta uns esgrafiats de tipus floral que recobreixen la part corresponent als dos últims pisos. El tema és una flor de lis voltada de línies corbes amb ramatges vegetals. A més d'aquesta decoració trobem també en aquest edifici, les portes decorades amb sanefes asimètriques pseudo-florals, així com esgrafiats en el sòcol de l'entrada. També és decorada la barana de l'escala obtenint un conjunt bastant remarcable. A destacar també la forja dels balcons i baranes del terrat.

## Història
Promotor de l'obra: Aleix Gabarró, comerciant.